# Klaus Mann
Klaus Heinrich Thomas Mann (Monaco di Baviera, 18 novembre 1906 – Cannes, 21 maggio 1949) è stato uno scrittore tedesco naturalizzato statunitense.

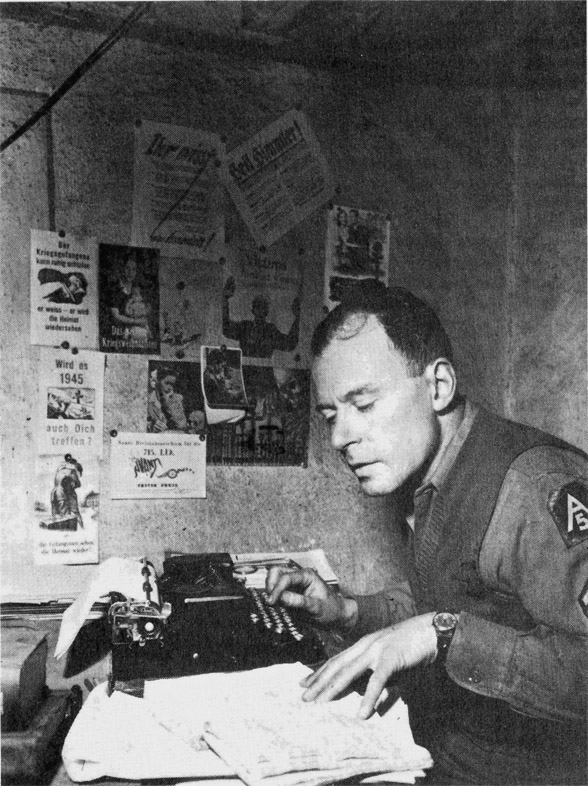
Klaus Mann, soldato in Italia nel 1944.

Conosciuto anche per la sua attività di antifascista, è stato autore di romanzi, novelle, drammi e saggi.

## Biografia
Klaus era il figlio secondogenito di Thomas Mann (1875-1955) e quindi fratello di Erika Mann e Golo Mann.Quando era piccolo, tra i fratelli, Golo era quello più affezionato a lui. Iniziò a scrivere racconti nel 1924 e nell'anno successivo divenne critico teatrale per un quotidiano di Berlino. Le sue prime opere letterarie furono edite entrambe nel 1925, una di esse era Der fromme Tanz (trad. it.: La pia danza, Gammalibri, Milano 1983), una descrizione autobiografica, insolitamente franca, della Berlino omosessuale degli anni del dopoguerra.
La prima giovinezza di Klaus Mann fu tormentata: la sua omosessualità dichiarata lo rese spesso bersaglio del pregiudizio ed oltre a ciò ebbe un rapporto difficile col padre, che aveva poco rispetto di lui, anche per le scelte del figlio sulla comune condizione omosessuale, che erano diametralmente opposte a quelle che aveva fatto lui stesso. Oltre a ciò, ovviamente, il nome e la figura del padre incombettero sempre come un termine di paragone schiacciante da cui né lui, né la sorella Erika riuscirono mai a liberarsi, nonostante gli autentici meriti letterari del loro lavoro.
Klaus (la cui madre era di famiglia ebraica convertitasi nel 1800 al protestantesimo) lasciò la Germania nel 1933, trasferendosi ad Amsterdam. Divenne poi cittadino della Cecoslovacchia, essendo stato privato della cittadinanza tedesca dal regime nazista. Nel 1936 Klaus emigrò negli USA, stabilendosi a Princeton, nel New Jersey, e poi a New York. Divenne cittadino statunitense nel 1943. Durante la seconda guerra mondiale si arruolò nell'esercito degli Usa e fu membro del corpo speciale dei Ritchie Boys.
Klaus Mann morì suicida, per overdose di barbiturici, a Cannes. È sepolto al Cimetière du Grand Jas.

## Opere
Il romanzo più famoso di Klaus Mann è Mephisto, scritto nel 1936 e pubblicato ad Amsterdam. Si tratta del ritratto a malapena celato del suo ex cognato, l'attore Gustaf Gründgens, sposato con Erika Mann dal 1926 al 1929. Uno scandalo letterario rese celebre l'opera, sia pure solo a titolo postumo, nella Germania Ovest, quando il figlio adottivo di Gründgrens intentò causa per proibirne la ristampa dopo la prima edizione tedesca negli anni Sessanta. Dopo una battaglia legale durata sette anni, la Corte Costituzionale tedesca bandì l'opera con un voto di tre contro tre. Dal romanzo fu anche tratto il film omonimo.
Flucht in den Norden (trad. it. Fuga al Nord, Castelvecchi, 2023) del 1934 fu il primo romanzo tedesco contro il Nazismo e diede inizio a quella che i tedeschi chiamano letteratura dell'esilio cioè degli scrittori esiliati. È la delicata e coinvolgente storia di Johanna, una ragazza tedesca di idee comuniste, che durante l'esilio in Finlandia vive il dilemma della scelta tra l'amore e l'impegno politico.
Symphonie Pathétique (Sinfonia patetica) è una biografia romanzata dedicata al musicista russo Tchaikovsky.
Finestra con le sbarre è il possente ritratto degli ultimi giorni di vita di Ludwig, il sognante Re di Baviera e della sua tragica fine.
Der Vulkan (Il vulcano) è uno dei più celebri romanzi sulla generazione degli esiliati tedeschi prima e durante la Seconda guerra mondiale.

### Altre opere
- Anja und Esther (teatro) 1925, ISBN 3-936618-09-7
- Der fromme Tanz (romanzo) 1925. Trad. it.: La pia danza, Gammalibri, Milano 1983.
- Kindernovelle (favole) 1926
- Revue zu Vieren (teatro) 1926
- Alexander: Roman der Utopie (romanzo, su Alessandro Magno) 1929. Trad. it.: Alessandro: romanzo dell'utopia, Il Melangolo, Genova 2005, ISBN 88-7018-579-6.
- Rundherum (libro di viaggi, assieme ad Erika Mann, 1928-1929). Trad. it.: Viaggio intorno al mondo, Archinto, Milano 1999, ISBN 88-7768-212-4.
- Gegenüber von China (teatro) 1930.
- Geschwister (teatro, da Jean Cocteau) 1930.
- Auf der Suche nach einem Weg 1931.
- Das Buch von der Riviera oder was nicht im Baedeker steht, (libro di viaggi, assieme ad Erika Mann, 1931).
- Kind dieser Zeit (autobiografia) 1932 (trad.it. Figlio di questo tempo, Castelvecchi, Roma, 2022, ISBN 978-88-3290-489-5.
- Treffpunkt im Unendlichen (romanzo) 1932 (trad.it. Punto d'incontro all'infinito, Castelvecchi, Roma, 2022, ISBN 978-88-3290-739-1.
- Athen (teatro) 1932.
- Flucht in den Norden (romanzo) 1934 (trad.it. Fuga al Nord, Castelvecchi, Roma, 2023).
- Homosexualität und Faschismus, in: "Europäische Hefte", Praga, 24 dicembre 1934. Disponibile online in traduzione francese.
- Symphonie Pathétique (romanzo) 1935. Trad. it.: Sinfonia patetica: un romanzo su Čajkovskij Garzanti, Milano 1996, ISBN 88-11-66751-8.
- Mephisto, Roman einer Karriere, Querido Verlag, Amsterdam 1936 da cui fu tratto nel 1980 da István Szabó, l'omonimo film, con Klaus Maria Brandauer. Trad. it.: Mephisto: romanzo di una carriera, Emme, Milano 1982; Mephisto. Romanzo di una carriera, Castelvecchi 2024.
- Vergittertes Fenster (racconto, sugli ultimi giorni di Ludovico II di Baviera) 1937. Traduzioni italiane: Finestra con le sbarre, Il Saggiatore, Milano 1962, e La morte del cigno, Franco Maria Ricci, Milano 1973.
- Speed. I racconti dell'esilio 1933 - 1943, Castelvecchi, Roma, 2025
- Der Vulkan (romanzo) 1939. Trad. it.: Il vulcano, Garzanti, Milano 1991 ISBN 88-11-66263-X.
- Escape to Life (saggio, assieme ad Erika Mann), 1939.
- The Other Germany (saggio, assieme ad Erika Mann), 1940.
- The Turning Point, 1942 (trad. it.: La svolta (autobiografia). Storia di una vita, Il Saggiatore, Milano, 1962.
- The Chaplain (sceneggiatura), 1945. Trad it. Il cappellano Archiviato il 15 gennaio 2019 in Internet Archive., Pendragon, Bologna 2018
- André Gide and the Crisis of Modern Thought, (saggio) 1943. Tradotto in tedesco come: André Gide: Die Geschichte eines Europäers, 1948.
- Der siebente Engel (dramma) 1946.

Postumo:
- Tagebücher 1931-1949, München 1989–1991, 6 voll. (diari, a cura di Joachim Heimannsberg). Trad. it. parziale come: La peste bruna: diari 1931-1935, Editori riuniti, Roma 1998 ISBN 88-359-4565-8.